# Réserve partielle de Pama

Das Réserve partielle de Pama im WAP-Komplex

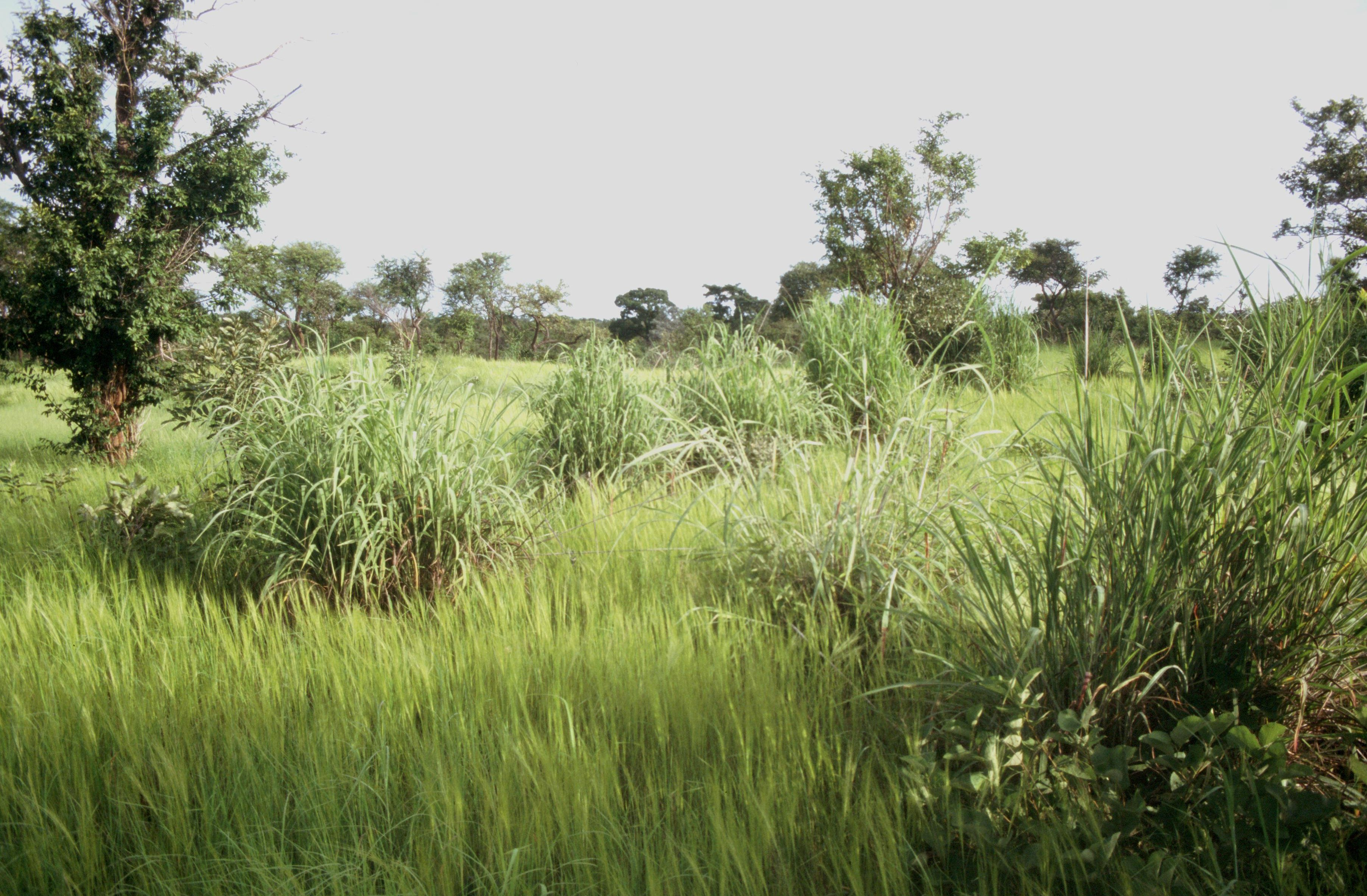
Réserve partielle de Pama: Savanne mit Horsten von Andropogon gayanus

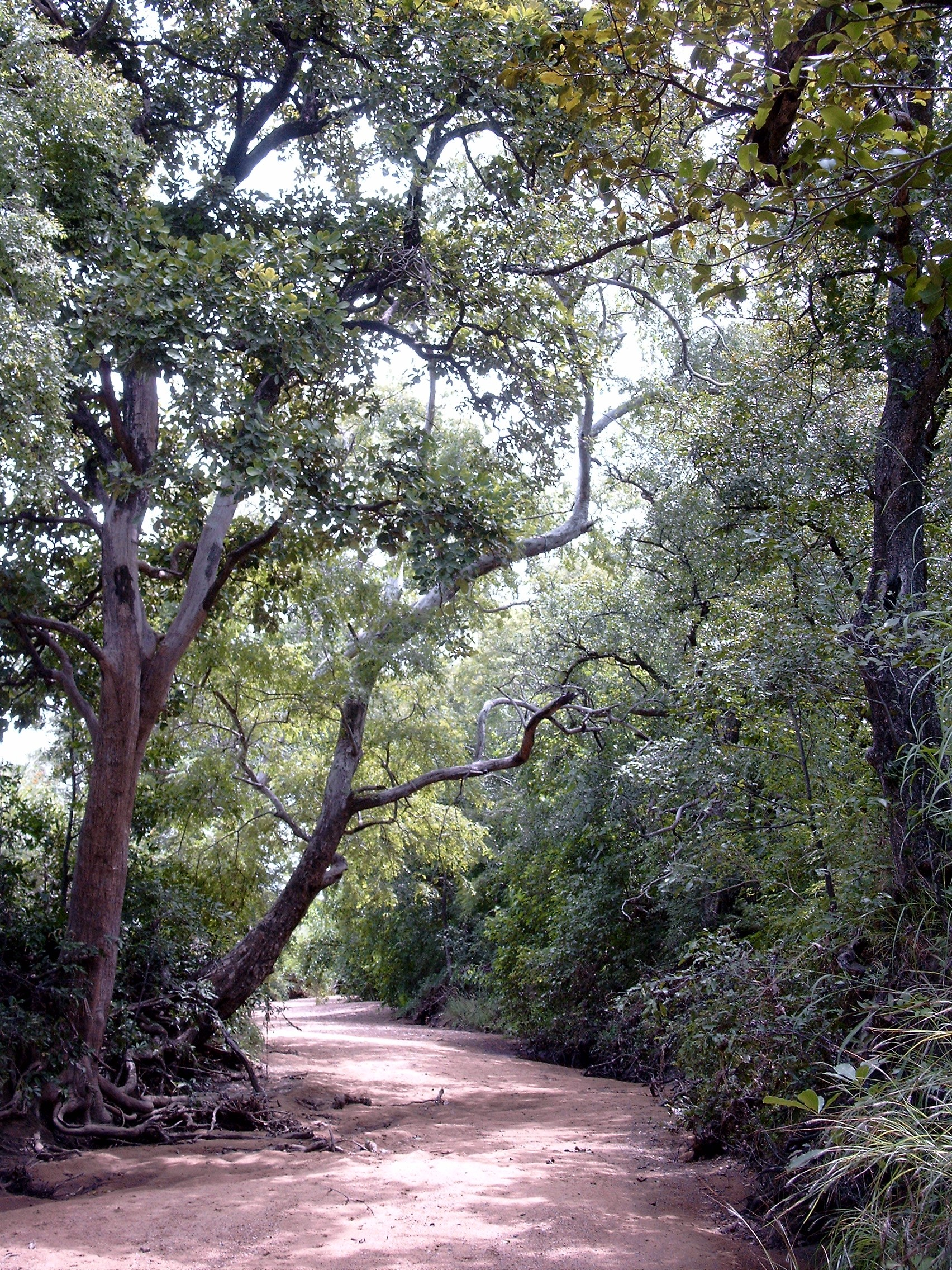
Réserve partielle de Pama: temporärer Fluss

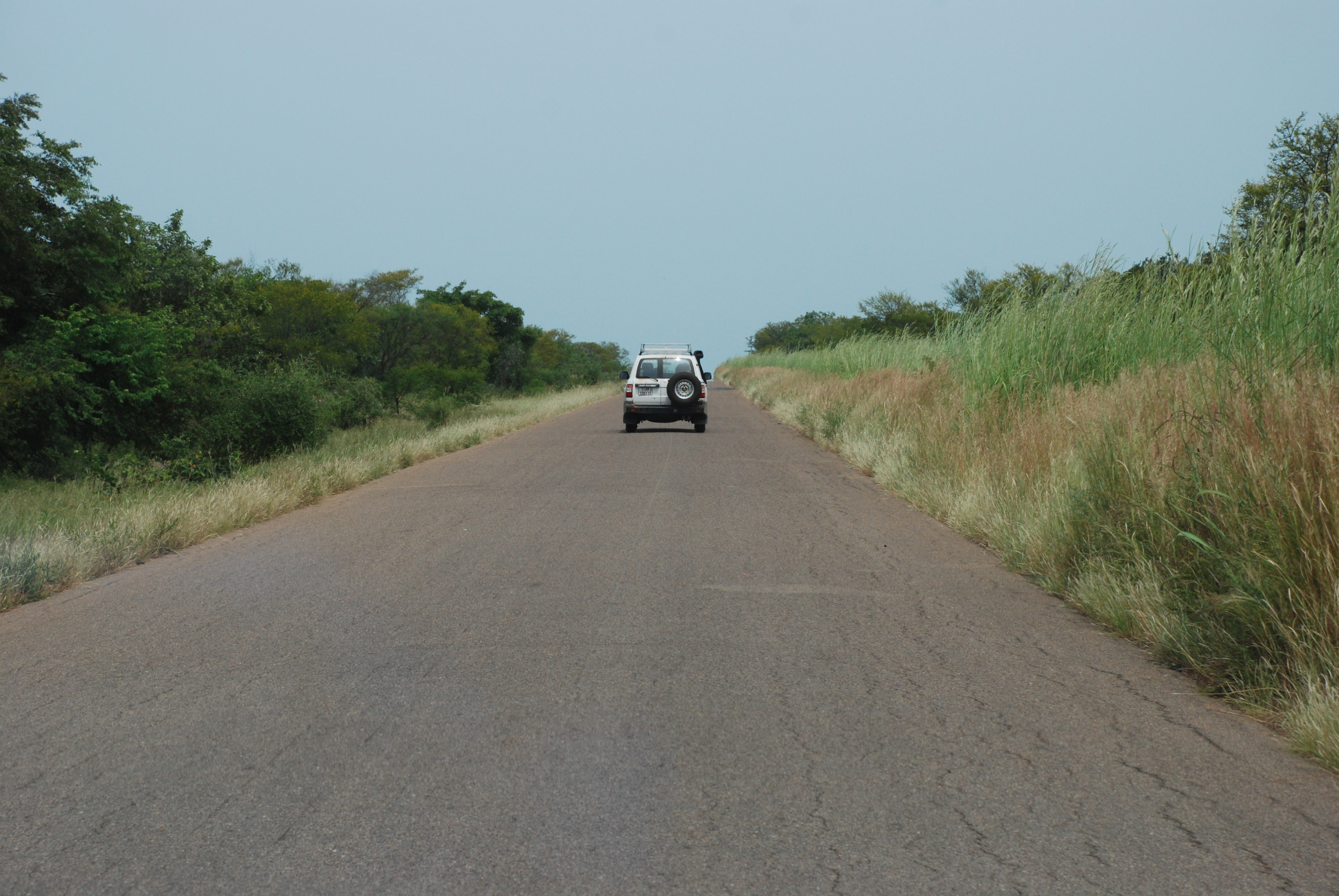
Überlandstraße Richtung Benin, die westliche Grenze vom Réserve partielle de Pama. Rechts erkennt man das Réserve durch die fehlende Weidewirtschaft.

Das Réserve partielle de Pama liegt im Südosten Burkina Fasos. Es wurde 1955 gegründet und umfasst 223.500 ha. Im Osten grenzt es an weitere Schutzgebiete (Arli und Singou), im Süden an den Pendjari, der die Grenze zum beninischen Pendjari-Nationalpark bildet und im Westen reicht es an die Straße N18 von Fada N’Gourma zur beninischen Grenze, an der auch der Ort Pama liegt. Das Schutzgebiet ist Teil des trinationalen und grenzüberschreitenden WAP-Nationalparkkomplexes. Seit 2017 gehört das Réserve partielle de Pama zur Welterbe-Pufferzone dieses Nationalparkkomplexes.

## Flora
Im Réserve partielle de Pama herrscht eine typische nordsudanische Savannenvegetation vor, insgesamt sind für das Schutzgebiet 450 Arten von Blütenpflanzen bekannt, die artenreichsten Familien sind Süßgräser und Hülsenfrüchtler. Unter den hier vorkommenden Arten sind mit Afzelia africana und Vitellaria paradoxa auch einige auf der roten Liste der IUCN geführt.

## Fauna
An Großsäugern gibt es Elefanten, Flusspferde, Löwen und Leoparden, außerdem verschiedene Antilopenarten, darunter Pferdeantilope, Westafrika-Kuhantilope, Wasserbock, Buschbock, Kob und Oribi.